# Бочковський Володимир Олександрович
Володи́мир Олекса́ндрович Бочко́вський (28 червня 1923, Тирасполь — 8 травня 1999, Тирасполь) — радянський офіцер, Герой Радянського Союзу, в роки радянсько-німецької війни заступник командира танкового батальйону 1-ї гвардійської танкової бригади 8-го гвардійського механізованого корпусу 1-ї танкової армії 1-го Українського фронту, гвардії капітан.

## Біографія
Народився 28 червня 1923 року в місті Тирасполь Української СРР в сім'ї службовця. Росіянин. Член ВКП(б)/КПРС з 1943 року. Закінчив десять класів середньої школи.
У квітні 1941 року призваний до лав Червоної Армії. У 1942 році закінчив Харківське танкове училище. У боях радянсько-німецької війни з липня 1942 року. Воював на Брянському, 1-му Українському і 1-му Білоруському фронтах. Був тяжко поранений на Брянському фронті в серпні 1942 року, лікувався у шпиталі.
21 березня 1944 року гвардії капітан В. О. Бочковський з групою танків форсував річку Теребна біля села Романове Село Збаразького району Тернопільської області і захопив плацдарм.
У бою за розширення плацдарму було знищено 16 гармат, чотири штурмових знаряддя, понад двісті автомашин. 22 березня 1944 року в районі міста Теребовля Тернопільської області — три танки, п'ять мінометів, до п'ятдесяти автомашин і понад взводу нацистів.
Указом Президії Верховної Ради СРСР від 26 квітня 1944 року за зразкове виконання бойових завдань командування і проявлені при цьому мужність і героїзм гвардії капітану Володимиру Олександровичу Бочковському присвоєно звання Героя Радянського Союзу з врученням ордена Леніна і медалі «Золота Зірка» (№ 2409).
У 1954 році закінчив Військову академію бронетанкових військ, у 1964 році — Військову академію Генерального штабу. З 1980 року генерал-лейтенант танкових військ В. О. Бочковський — у відставці. Жив і працював у місті Тирасполь. Помер 8 травня 1999 року. Похований у Тирасполі, на алеї Слави кладовища «Дальнє».

## Нагороди
Нагороджений орденом Леніна, орденами Червоного Прапора, Суворова 3-го ступеня, Богдана Хмельницького третього ступеня, двома орденами Вітчизняної війни 1-го ступеня, трьома орденами Червоної Зірки, орден «За службу Батьківщині в Збройних Силах СРСР» 3-го ступеня, медалями.
Почесний громадянин міста Тирасполь, міста Строїтель і селища Яковлево (обидва Бєлгородська область), українських міст Чортків (Тернопільська область), Коломия (Івано-Франківська область), польських міст Болеславець, Бялогард, Нове-Място, Лодзь, також Лодзького воєводства Польщі та Резінського району Молдови.
У Тирасполі на його честь перейменовано провулок, на будинку, де він жив, встановлена мармурова меморіальна дошка.